# John Meyers
John Meyers (28 de juny de 1880 – Volusia, Florida, febrer de 1975) va ser un nedador i waterpolista estatunidenc que va competir a principis del segle xx.
El 1904 va prendre part en els Jocs Olímpics de Saint Louis, on va guanyar la medalla de bronze en la competició de waterpolo com a membre de l'equip Missouri Athletic Club. També disputà la prova de la milla lliure del programa de natació, però no finalitzà la cursa.